# Louis-Pierre Baltard
Louis-Pierre Baltard, född den 9 juli 1764 i Paris, död den 22 januari 1846 i Lyon, var en fransk arkitekt, målare och kopparstickare. Han var far till Victor Baltard.
Baltard var professor i byggnadskonst vid École des beaux-arts. Han tecknade och graverade bland annat Paris et ses monuments och La colonne de la place Vendôme (145 blad, 1810).